# Hestgardekasernen
Hestgardekasernen er en tidligere kaserne i Frederiksholms Kanal 26 i København.

## Historie
Kasernen er tegnet i en streng nyklassicistisk stil af arkitekten Andreas Kirkerup i 1792 under tilsyn af ingeniørmajor Hans Lønborg. Her havde Livgarden til Hest til huse. Den blev genopført af samme arkitekt efter en brand i 1798.
Den ligger umiddelbart op til Fæstningens Materialgård i nr. 28 og er fredet.
I årene 1996–1999 forestod daværende Slots- og Ejendomsstyrelsen (i dag Styrelsen for Slotte & Kulturejendomme) en restaurering og nyindretning af kasernebygningen.
I dag huser den billedhuggerafdelingen af Det Kongelige Danske Kunstakademis Billedkunstskoler.